# St. Johannes Baptist (Sünching)

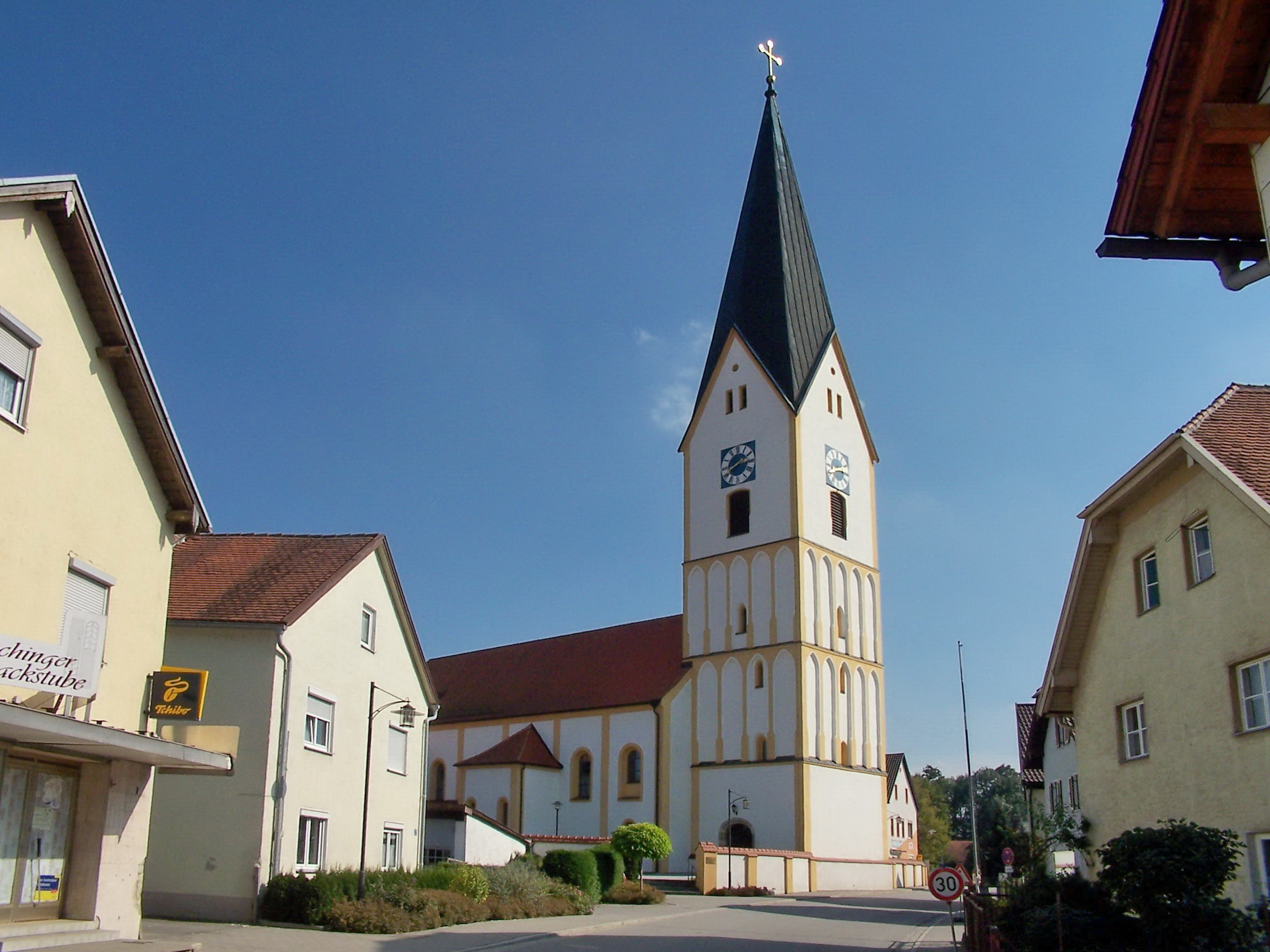
St. Johannes Baptist (Sünching)

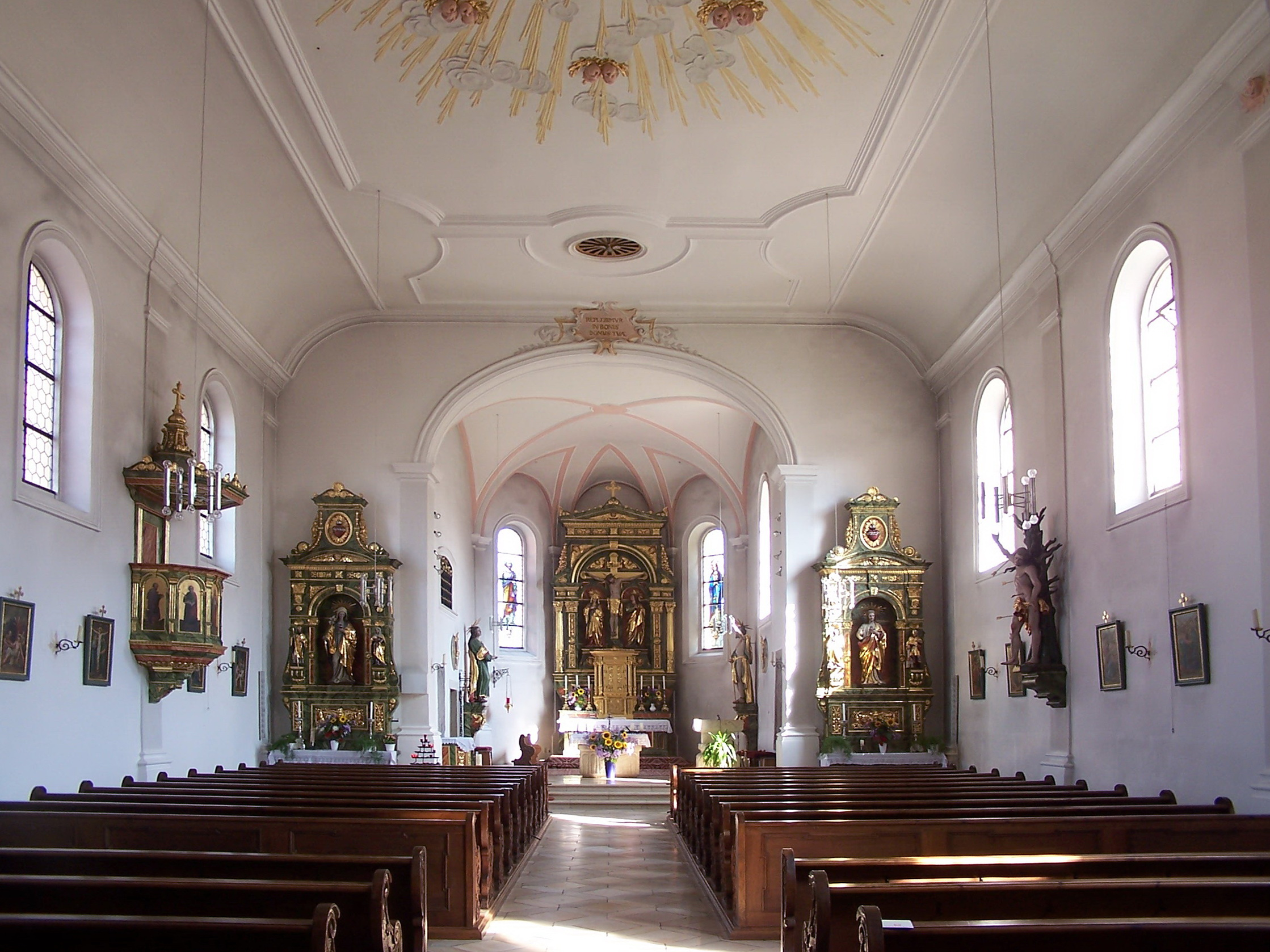
Innenansicht

Die römisch-katholische, denkmalgeschützte Pfarrkirche St. Johannes Baptist steht in Sünching, einer Gemeinde im Landkreis Regensburg in der Oberpfalz. Sie ist dem Bistum Regensburg zugeordnet. Das Bauwerk ist unter der Denkmalnummer D-3-75-201-2 als Baudenkmal in die Bayerische Denkmalliste eingetragen.

## Beschreibung
Die Saalkirche wurde um 1700 erbaut. Sie besteht aus einem Langhaus, dessen Längswände mit Lisenen und Gesimsen gegliedert sind, einem eingezogenen, dreiseitig geschlossenen Chor im Osten und einem laut Bauinschrift 1502 gebauten Kirchturm im Westen, dessen zweites und drittes Geschoss mit spitzbogigen Blenden verziert sind. Er wurde später mit einem Geschoss aufgestockt, das die Turmuhr und den Glockenstuhl beherbergt, und mit einem achtseitigen, spitzen Helm bedeckt. An das Langhaus sind im Süden und Norden Kapellen angebaut.
Der Innenraum des Langhauses ist mit einer Flachdecke mit Hohlkehle überspannt, der des Chors mit einem Kreuzgratgewölbe. Die Orgel wurde 1982 von der Firma Orgelbau Eisenbarth errichtet.